# Józsa Bálint
Józsa Bálint (Debrecen, 1937. május 27. –) Munkácsy Mihály-díjas (1987) magyar szobrászművész, egyetemi tanár.

## Életpályája
Józsa György és Herszényi Márta gyermekeként született.
1956 és 1961 között Borsos Miklós és Illés Gyula tanítványaként az Iparművészeti Főiskola hallgatója volt.
Eleinte kisplaszikákkal foglalkozott, majd köztéri munkákat készített bronzból, fából, kőből, ólomból. 1968-ban egy faszoborral elnyerte a Balatoni Nyári Tárlat Szobrász díját. 1964 óta tanít a Moholy-Nagy Művészeti Egyetemen plasztikai tárgyakat; osztályvezető. 1970 óta krómacéllal dolgozik. 1981 óta egyetemi docens. 1982-ben önálló kiállítása volt a Műcsarnokban. 1992-től 15 évig egyetemi tanár volt.

## Magánélete
1965-ben házasságot kötött Székely Évával. Két fiuk született: Márton (1968) és István (1980).

## Kiállításai
- 1978 Szeged
- 1979, 1984 Zánka
- 1982, 1989, 1992, 1997 Budapest
- 1986 Fonyód
- 1990 Bécs, Nürnberg
- 1992 Stuttgart

## Művei
- Anya és lánya (Tiszaújváros, 1963)
- Ülő nő (Kaposvár, 1965-1967)
- Virágültető kislány (Püspökladány, 1967)
- Fiú és lány (Debrecen, 1968)
- Relief (Siófok, 1970)
- Bem (Kiskőrös, 1971)
- Gömb/Sejtosztódás fémplasztika (Szeged, 1974)
- Örvény (Csepel, 1979)
- Háromkaréjos (Balatonfüred, 1980)
- Vízjáték (Átrium Hyatt, 1982)
- Lüktetés (Budapest, 1985-1988)
- Kígyó (Budapest, 1987)
- Mobil (Szeged, 1989)
- Utcai arculati plasztika (Budapest, 1994)
- Dohánygyári kapuzat (Eger, 1995)
- Előtéri plasztika (Budapest, 1997)
- Pogány Frigyes (Budapest, 1998)
- Millenniumi Emlékjel (Székesfehérvár, 2000)
- Dinamika szökőkútplasztika (Paks, 2002)